# Fædrenes Synd
Fædrenes Synd er en stumfilm fra 1914 instrueret af August Blom.